# Crown Estate
Im Vereinigten Königreich ist der Crown Estate das Krongut im Besitz der britischen Krone. Wie die Kronjuwelen gehört er dem jeweiligen Monarchen in seiner Eigenschaft als Staatsoberhaupt. Das Crown Estate ist aber nicht sein privates Eigentum und kann nicht durch ihn veräußert werden; ebenso wenig gehören die Erlöse daraus ihm persönlich. 1760 trat George III. den Crown Estate an die HM Treasury ab und erhielt als Gegenleistung eine jährliche Zahlung, die Zivilliste. Verwaltet wird der Crown Estate von einer unabhängigen Organisation, die von den Crown Estate Commissioners geführt wird und gegenüber dem Parlament rechenschaftspflichtig ist. Das Portfolio hatte im Jahr 2020 einen Wert von 13,4 Milliarden Pfund.

## Heutige Situation

### Besitz
Das urbane Portfolio umfasst folgende Besitztümer. Der kommerzielle Wert beträgt zusammen rund vier Milliarden Pfund.
- gesamte Regent Street
- Grundstücke von Kensington Palace Gardens
- etwa die Hälfte des Stadtteils St. James’s in London.
- Einzelhandelsgeschäfte und Einkaufszentren in den Städten Oxford, Exeter, Nottingham, Newcastle und Harlow.

Das ländliche Portfolio kann in vier Kategorien eingeteilt werden:
- Rund 106.000 Hektar Landwirtschaftsfläche in ganz Großbritannien mit Viehzucht und Ackerbau sowie Immobilien. Darin inbegriffen sind:
  - Der Windsor Estate bei Windsor ist rund 6.400 Hektar groß. Er umfasst den Windsor Great Park, den Home Park von Windsor Castle, ausgedehnte Wälder, Wohn- und Geschäftshäuser, Golfclubs und die Pferderennbahn von Ascot.[3]
  - 26.900 Hektar Allmende (commons), hauptsächlich in Wales.[4]
  - Etwa 11.000 Hektar Wald in Somerset und auf dem Glenlivet Estate.[5]
  - Ebenso besitzt die Krone das Heimfallrecht auf den Grundbesitz, der zuvor bankrotten oder aufgelösten Unternehmen gehörte.
- Das Recht zur Lachsfischerei in zahlreichen Flüssen Schottlands.[6]
- Das Recht zur Mineralgewinnung auf einer Fläche von 115.500 Hektar (Sand, Kies, Kalkstein, Granit, Ziegelton, Kohle, Schiefer und Natursteinblöcke).
- Etwa 55 % des Watts in Großbritannien gehören dem Crown Estate (zu den weiteren Besitzern gehören das Herzogtum Cornwall und das Herzogtum Lancaster). In Orkney und Shetland erhebt die Krone keinen Anspruch auf das Watt. Außerdem besitzt der Crown Estate praktisch den gesamten Meeresgrund bis zur Grenze der Zwölf-Meilen-Zone.[7] Der Crown Estate spielt eine bedeutende Rolle bei der Entwicklung der Offshore-Windparks in Großbritannien. Weitere Zuständigkeitsbereiche sind Wellen- und Gezeitenenergie, Unterwasserkabel und Pipelines sowie der Abbau von Kalisalz. Die Krone erteilt Lizenzen für rund 850 Aquakulturen und 17.000 Ankerplätze.[8] Hinzu kommen diverse kleinere Besitztümer und Nutzungsrechte.

### Rechtliche Grundlagen
1961 verabschiedete das Parlament den Crown Estate Act, der die Verwaltung der Krongüter auf eine neue rechtliche Grundlage stellte. Der Crown Estate ist seitdem eine Körperschaft des öffentlichen Rechts, die nach wirtschaftlichen Grundsätzen geführt wird. Die Crown Estate Commissioners sind verpflichtet, den Wert der Krongüter und den Ertrag daraus zu erhalten und zu mehren. Sie sind dem Parlament gegenüber rechenschaftspflichtig und veröffentlichen jährlich einen Geschäftsbericht. Es gibt maximal acht vom Monarchen ernannte Commissioners, die der Geschäftsführung eines Unternehmens entsprechen.
Die im Jahr 1760 vereinbarte Zivilliste wurde per 1. April 2012 abgeschafft, zusammen mit den Zuschüssen für die königlichen Reisedienste und den Unterhalt der königlichen Residenzen. Mit dem Sovereign Grant Act 2011 wurden diese Zahlungen durch eine einzige ersetzt. Der Monarch erhält zukünftig einen von der HM Treasury festgelegten Anteil an den Erlösen des Crown Estate (zurzeit 25 %). Berechnet wird der Betrag aus den Einnahmen des Crown Estate im vorvergangenen Jahr. Der Sovereign Grant für 2020/21 betrug 85,9 Millionen Pfund, das sind 25 Prozent von 343,5 Millionen Pfund.
Damit werden Personal und Staatsbesuche finanziert, aber auch der Unterhalt der Schlösser und Parks sowie Renovierungsmaßnahmen. Im Jahr 2020 liefen beispielsweise Instandsetzungsarbeiten am Buckingham-Palast, darunter neue elektrische Leitungen, Heizungsrohre und Wasserleitungen, deren Gesamtkosten über 10 Jahre auf 479 Millionen Pfund geschätzt werden. Zu diesem Zweck wurde der Sovereign Grant 2017 von 15 auf 25 Prozent erhöht.
Im Jahr 2021 wurde mitgeteilt, dass sich die Einnahmen durch die Ausschreibung von vier Offshore-Windparks vor der britischen Küste erhöhen könnten, wobei während der bis zu zehnjährigen Optionszeit, in der die Bieter eine endgültige Investitionsentscheidung treffen können, eine jährliche Optionsgebühr von 879 Millionen Pfund fällig würde.

## Geschichte

### Krongut in England
Die Geschichte der Kronländereien in England beginnt mit der normannischen Eroberung. Als William I. starb, waren die Besitztümer, die er sich durch das Recht des Eroberers angeeignet hatte, noch weitgehend intakt. Seine Nachfolger gewährten Adligen große Grundstücke und erhielten im Gegenzug Soldaten und Waffen. König Edward I. dehnte seinen Besitz nach Wales aus, während James I. eigene Ländereien in Schottland besaß, die er mit jenen in England und Wales zusammenfügte. Die Veräußerungen überwogen die Erwerbungen jedoch bei weitem: Zum Zeitpunkt der Stuart-Restauration im Jahr 1660 wurden die Einkünfte aus dem Crown Estate auf £ 263.598 geschätzt (entspricht rund 33,5 Millionen Pfund heute). Am Ende der Herrschaft von William III. (um 1700) sanken die Einkünfte auf etwa £6.000 (heute ca. 830.000 Pfund).
Vor der Herrschaft Williams III. flossen alle Einkünfte an den Monarchen, um die allgemeinen Regierungsausgaben zu bestreiten. Es wurden zwei Arten von Einkünften unterschieden:
- erbliche Einkünfte, hauptsächlich aus den Kronländereien, Feudalrechten (1660 in erbliche Verbrauchssteuern umgewandelt), Profiten von Postämtern
- temporäre Einkünfte, abgeleitet von Steuern, die dem König für eine bestimmte Zeitspanne oder auf Lebenszeit gewährt wurden

Nach der Glorious Revolution behielt das Parlament den größeren Teil der temporären Einkünfte unter seiner Kontrolle, entlastete aber den Monarchen von den Kosten für Heer und Marine sowie von der Last der Staatsschulden. Während der Herrschaft von William III., Anne, George I. und George II. blieb der Monarch verantwortlich für die Aufrechterhaltung der zivilen Regierung und für die Unterstützung des königlichen Haushalts. Zu diesem Zweck durfte er über die erblichen Einkünfte und gewisse Steuern verfügen. Mit der Zeit überstiegen die Kosten der Zivilregierung die Einnahmen aus Kronländereien und Feudalrechten, wodurch der Monarch sich verschuldete. Als George III. im Jahr 1760 den Thron bestieg, trat er die Einkünfte aus den Kronländereien und die Verantwortung für die Kosten der Zivilregierung an das Parlament ab; außerdem wurden ihm die Schulden erlassen. Im Gegenzug erhielt er eine Zivilliste und die Einkünfte aus dem Herzogtum Lancaster zugesprochen.
Obwohl der König umfangreiche erbliche Einkünfte bewahrt hatte, erwies sich sein Einkommen für seine Ausgaben als unzureichend, da George III. sein Privileg nutzte, um seine Unterstützer mit Bestechungsgeldern und Geschenken zu belohnen. Im Verlaufe seiner Herrschaft stiegen die Schulden auf über drei Millionen Pfund an (entspricht heute über 200 Millionen Pfund). Das Parlament übernahm diese Schulden und erhöhte von Zeit zu Zeit den Betrag der Zivilliste. Jeder nachfolgende Monarch bis hin zu Charles III. erneuerte diese Vereinbarung. Gegen Ende des 19. Jahrhunderts galt sie als „integraler Bestandteil der Verfassung, der schwer aufzugeben wäre“.

### Krongut in Irland
1793 gab George III. die erblichen Einkünfte in Irland auf und erhielt eine zusätzliche Zivilliste, um die Aufgaben der irischen Zivilregierung zu bestreiten. Die Einkünfte umfassten feudale Abgaben, Landerwerbungen für Befestigungsanlagen und insbesondere nach 1688 auch Beschlagnahmungen. In den frühen 1830er Jahren kamen Ländereien in Ballykilcline hinzu, nachdem der Hauptpächter dem Wahnsinn verfallen war. Die dort lebenden Unterpächter waren mit ihrem Pachtzins sieben Jahre in Verzug. Sie erhielten deshalb 1846 das Angebot, kostenlos nach Nordamerika auszuwandern. Es gibt Hinweise darauf, dass besonders Verzweifelte bei öffentlichen Bauvorhaben eingesetzt wurden. 1854 kam eine Kommission des House of Lords zu dem Schluss, dass die kleinen Ländereien in Irland verkauft werden sollten.

### Krongut in Schottland
Die erblichen Einkünfte der Krone in Schottland, zuvor von den Barons of the Exchequer verwaltet, wurden 1832, 1833 und 1835 an die Commissioners of Woods, Forests, Land Revenues, Works and Buildings übertragen. Diese Besitztümer umfassten hauptsächlich frühere kirchliche Ländereien in Caithness und Orkney, alte königliche Besitztümer in Stirling und Edinburgh sowie Feudalabgaben. Die meisten heutigen Besitztümer in Schottland (mit Ausnahme des Watts und der Lachsfischerei) resultieren aus Investitionen in den 1930er und 1960er Jahren. Der größte Landbesitz ist Glenlivet Estate, ein 23.000 Hektar großes Gebiet im Cairngorms-Nationalpark.